# 納特里斯角 (南喬治亞島)
54°51′S 35°56′W / 54.850°S 35.933°W
納特里斯角（德語：Nattriss Head），是南極洲的海岬，位於南喬治亞島東南岸，處於德里加爾斯基港入口處南面，由德國探險隊繪入地圖，現時由英國海外領土管轄。